# 일본 제국 육군의 군 목록
다음은 일본 제국 육군의 군, 방면군, 총군 목록이다.

## 총군
총군(総軍 소군[*], 영어: General Army)은 군집단에 해당한다.
내지
- 방위총사령부 1941년 7월 7일 ~ 1945년 4월 8일
서부: 제1총군; 1945년 4월 8일 ~ 1945년 11월 30일
동부: 제2총군; 1945년 4월 8일 ~ 1945년 11월 30일
- 항공총군

외지
- 관동군
- 지나 파견군
- 남방군

## 방면군
방면군(方面軍 호멘군[*], 영어: Area Army)은 야전군에 해당한다.
- 제1방면군
- 제2방면군
- 제3방면군
- 제5방면군
- 제6방면군
- 제7방면군
- 제8방면군
- 제10방면군
- 제11방면군
- 제12방면군
- 제13방면군
- 제14방면군
- 제15방면군
- 제16방면군
- 제17방면군
- 제18방면군
- 버마 방면군
- 북지나 방면군
- 중지나 방면군
- 중지나 파견군
- 남지나 방면군

## 군
軍 군[*](Army)은 군단에 해당하며, 청일전쟁을 기점으로 편제를 달리한다.

#### 서수별
- 제1군
- 제2군
- 제3군
- 제4군
- 제5군
- 제6군
- 제10군
- 제11군
- 제12군
- 제13군
- 제14군
- 제15군
- 제16군
- 제17군
- 제18군
- 제19군
- 제20군
- 제21군
- 제22군
- 제23군
- 제25군
- 제27군
- 제28군
- 제29군
- 제30군
- 제31군
- 제32군
- 제33군
- 제34군
- 제35군
- 제36군
- 제37군[fn 1]
- 제38군[fn 2]
- 제39군[fn 3]
- 제40군
- 제41군
- 제43군
- 제44군[fn 4]
- 제50군
- 제51군
- 제52군
- 제53군
- 제54군
- 제55군
- 제56군
- 제57군
- 제58군[fn 5]
- 제59군

### 명칭별
- 랴오둥 수비군; 1904년 8월 14일 ~ 1905년 4월 27일, 해산
- 사할린 파견군; 1920년 7월 29일 ~ 1925년 5월 25일, 해산
- 압록강군; 1905년 1월 12일 ~ 1906년 1월 20일, 해산
- 웨이하이 점령군; 1895년 4월 5일 ~ 1898년 5월 23일, 해산
- 조선군; 1904년 3월 11일 ~ 1945년 9월 9일, 해산
- 블라디보스토크 파견군; 1918년 8월 1일 ~ 1922년 11월 6일, 해산
- 칭다오 수비군; 1914년 11월 27일 ~ 1922년 12월 15일, 해산

#### 내지: 일본 본토
일본 제국의 본토인 내지에 있었던 군급 부대.
- 중부군; 1930년 8월 1일 ~ 1945년 2월 11일
→ 군령: 제15방면군; 1945년 2월 1일 ~ 종전
→ 군정: 중부군관구; 1945년 2월 1일 ~ 종전
- 동부군; 1935년 8월 1일 ~ 1945년 2월 1일
→ 군령: 제12방면군; 1945년 2월 11일 ~ 1945년 11월 30일
→ 군정: 동부군관구; 1945년 2월 1일 ~ 1945년 11월 30일
- 서부군; 1935년 8월 1일 ~ 1945년 2월 1일
→ 군령: 제16방면군; 1945년 2월 1일 ~ 종전
→ 군정: 서부군관구; 1945년 2월 1일 ~ 11월 30일
- 북부군; 1940년 12월 2일 ~ 1944년 3월 30일
→ 군령: 제5방면군
→ 군정: 북부군관구
- 도쿄 방위군; 1945년 6월 23일 ~ 동원해제
- 도쿄항 병단; 1945년 6월 19일 ~ 동원해제

#### 외지: 식민지 및 점령지
일본 제국의 점령지인 외지외지에 있었던 군급 부대.
- 기갑군; 1942년 7월 4일 ~ 1943년 10월 30일
- 주몽군; 몽골 주둔군
- 조선군, 한반도 주둔군, 1904년 3월 11일 ~ 1945년 9월 9일
→ 군령: 제17방면군; 1945년 1월 22일 ~ 복원
→ 군정: 조선 군관구;  ~ 1945년 9월 9일 ~ 복원
- 대만군, 타이완 주둔군;  1919년 8월 20일 ~ 1944년 9월 22일
→ 군령: 제10방면군; 1944년 9월 22일 ~ 1945년
→ 군정: 대만 군관구; 1945년 ~ 복원
- 상하이 파견군; 1932년 2월 ~ 1938년 2월 14일
- 인도차이나 파견군; 1940년 9월 5일 ~ 1941년 7월 5일

### 항공군
- 제1항공군
- 제2항공군[fn 6]
- 제3항공군
- 제4항공군
- 제5항공군[fn 7]
- 제6항공군[fn 8]

## 같이 보기
- 일본 제국 육군의 편제
- 일본 제국 육군의 사단 목록
- 일본 제국 육군의 여단 목록
- 일본 제국 육군의 연대 목록
- 일본 제국 육군 항공대의 부대 목록